# Kővágószőlős, Baranya
Kővágószőlős este un sat în districtul Pécs, județul Baranya, Ungaria, având o populație de 1.265 de locuitori (2011). 

## Demografie
Componența etnică a satului Kővágószőlős
     Maghiari (85,7%)
     Romi (12,59%)
     Necunoscut (0,62%)
     Alții (1,09%)
Componența confesională a satului Kővágószőlős
     Romano-catolici (51,38%)
     Fără religie (17,63%)
     Reformați (4,27%)
     Luterani (1,03%)
     Necunoscută (24,03%)
     Alte religii (2,21%)
Conform recensământului din 2011, satul Kővágószőlős avea 1.265 de locuitori. Din punct de vedere etnic, majoritatea locuitorilor (85,7%) erau maghiari, cu o minoritate de romi (12,59%). Apartenența etnică nu este cunoscută în cazul a 0,62% din locuitori.  Din punct de vedere confesional, majoritatea locuitorilor (51,38%) erau romano-catolici, existând și minorități de persoane fără religie (17,63%), reformați (4,27%) și luterani (1,03%). Pentru 24,03% din locuitori nu este cunoscută apartenența confesională.